# Muscatine
Muscatine é uma cidade localizada no estado americano do Iowa, no Condado de Muscatine, do qual é sede. Foi incorporada em 1839.

## Geografia
De acordo com o United States Census Bureau, a cidade tem uma área de 49,8 km², dos quais 47,1 km² estão cobertos por terra e 2,7 km² por água.

### Localidades na vizinhança
O diagrama seguinte representa as localidades num raio de 20 km ao redor de Muscatine.

## Demografia
Segundo o censo nacional de 2010, a sua população é de 22 886 habitantes e sua densidade populacional é de 459,4 hab/km².

## Marcos históricos
O Registro Nacional de Lugares Históricos lista 23 marcos históricos em Muscatine. O primeiro marco foi designado em 18 de julho de 1974 e o mais recente em 16 de novembro de 2020, o McKee Button Company.